# 8925 Boattini
8925 Boattini este un asteroid din centura principală, descoperit pe 4 decembrie 1996, de Maura Tombelli și Ulisse Munari.